# Souselo
Souselo es una freguesia portuguesa del concelho de Cinfães, con 8,66 km² de superficie y 3.407 habitantes (2001). Su densidad de población es de 393,4 hab/km².